# Castillo de Vinhais
El Castillo de Vinhais ( en portugués: Castelo de Vinahis  </link> ) es un castillo medieval situado en la parroquia civil de Vinhais, municipio de Vinhais, distrito portugués de Bragança.

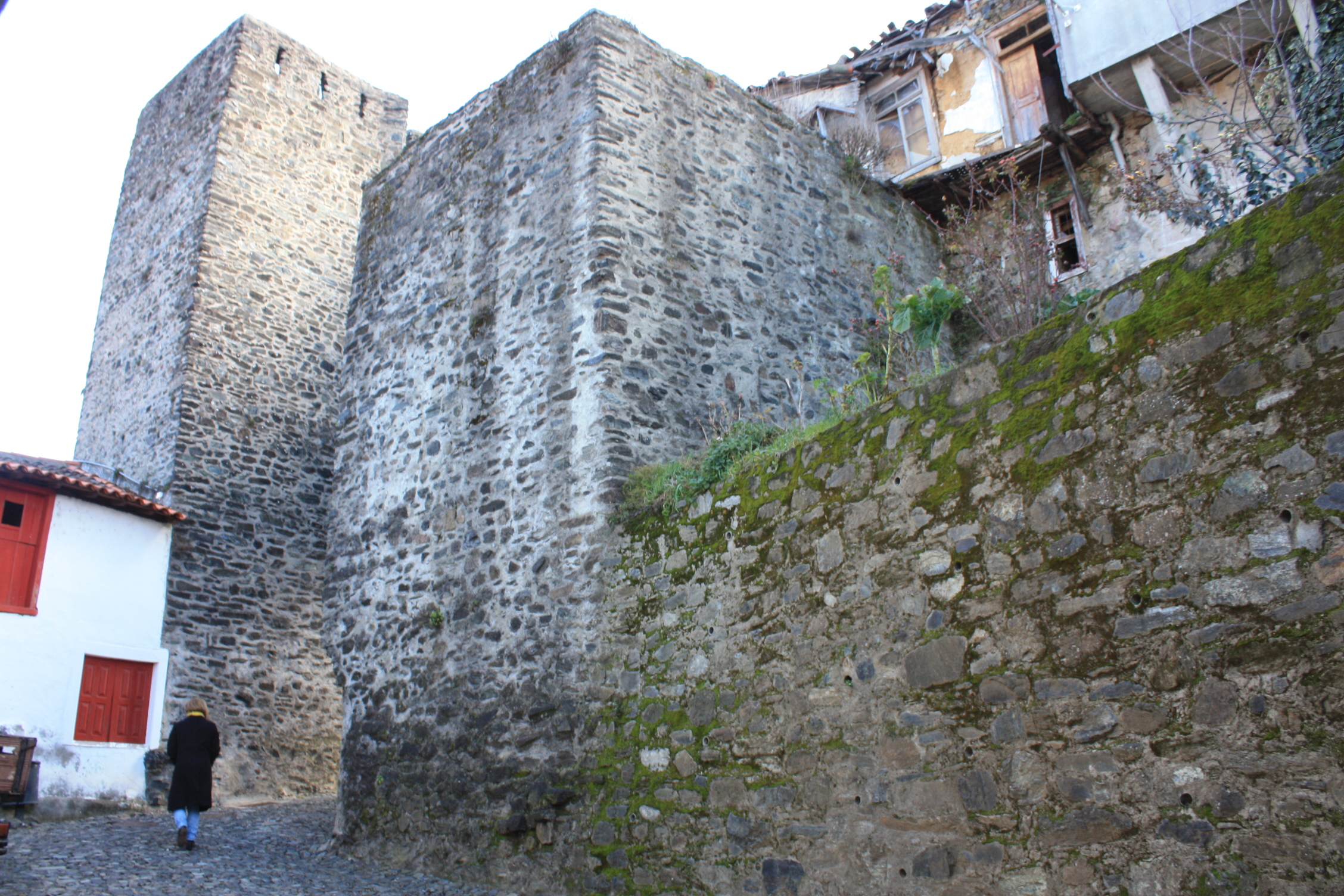
Castillo de Vinhais, Bragança, Portugal

## Historia

### Anterior a la época medieval
Las murallas de Vinhais se remontan a época de la invasión Romana de la península. Suevos y Visigodos posteriormente reforzaron la zona ante la llegada de la invasión Musulmana. 

## Castillo medieval
El pueblo de Vinhais es el resultado de la centralización del territorio de Tras-os-Montes en las llamadas "nuevas ciudades" bajo el control directo de la Corona Portuguesa, como zonas de control de frontera.
En el catálogo de los secretarios de la corte del rey Dinis (1279-1325) de 1320-1321 no se encuentra la iglesia parroquial, lo que indica que tanto el templo como la fortificación han sido construcciones que llevaron mucho tiempo. De finales del siglo XIII será la cerca del pueblo, sostenida por cinco o seis torres, dos de ellas flanqueando la puerta. Al no tener ciudadela, la torre principal se integra a la valla.
Los registros de finales del siglo XIII muestran la finalización de la muralla del pueblo sostenida por cinco o seis torres, dos de ellas a ambos lados de la puerta. 
Durante las crisis Portuguesas de 1383-1385, la población y Vinhais tomó partido por D. Beatriz, aunque posteriormente reconoció la soberanía de D. João I (1385-1433). Ese proceso no fue pacífico, ya que su Alcaide João Afonso Pimentel, se rebeló en 1397 contra el soberano, pasando a formar parte de Castilla, volviendo a ser plaza Portuguesa en 1403.

Bajo el reinado de Fernando (1367-1433), el castillo fue ocupado por las fuerzas de Castilla entre 1369 y 1371.
Posteriormente, bajo el reinado del rey Manuel I (1495-1521), el castillo es tasado y registrado por Duarte de Armas en el Libro de Fortalezas de 1509. Los registros muestran el mal estado general de la fortificación: el lateral de la puerta principal, la cara interior de la torre del homenaje, que da al pueblo, presenta ruina y dos de las torres restantes muestran desgaste en los cimientos. Este soberano concedió a la villa el nuevo Foral Nuevo el 4 de mayo de 1512. 

### Desde elsigloXVIhasta nuestros días
A partir del siglo XVI, a pesar de haber construido una barbacana y la torres adicionales, la fortificación hizo que el número de edificios adosados a las antiguas murallas aumentara con el crecimiento del pueblo. Se dice que en 1527 las murallas ya estaban parcialmente derribadas.
En el contexto de la Guerra de Restauración (1640-1668), la localidad y su castillo sufrieron asedio. En palabras del historiador portugués: "En 1666, encontrándose en Lisboa, el Conde de S. João da Pesqueira (posteriormente I Marqués de Távora, creado por D. Pedro II Gobernante el 7 de enero de 1670), gobernador de Entre Duero y de Távora ( .. .). sin embargo, el general gallego D. BALTAZAR PANTOJA, puso a fuego y espada la provincia de Tras-os-Montes. el 1 de julio de 1666 entró por Montalegre, el 13 de julio cayó sobre Chaves, el 14 de julio las plazas de Faiões y San Esteban, defendidas por el sargento mayor Antonio ROCA AZEVEDO, cometiendo barbaridades. Reuniéndose D. BALTAZAR PANTOJA en Monterey, plaza gallega al norte de Verin (Ourense, España), y después de algunos días de oponerse a Portugal, entrando por Monforte, vino a poner sitio a Vinhais, cercando con su ejército el castillo, que defendía el gobernador. MARIS DE STEPHEN con los aldeanos y otros 50 ayudantes.
Ocupada varias veces por los castellanos, volvió a formar parte de Portugal en 1403. En 1659 un general español invadió la región y sitió Vinhais con 1.700 hombres. El castillo resistió y el enemigo se retiró cruzando la frontera, quemando todas las casas extramuros así como todos los pueblos por los que pasaban.
Aunque en los siglos XVII y XVIII se realizaron algunos esfuerzos de reparación, estas fueron menores. En el siglo XX, los restos del castillo fueron clasificados como Bien de Interés Público mediante decreto publicado el 28 de junio de 1947.  A principios de los años 1960, el Ayuntamiento intentó demoler las partes restantes del castillo ante la furiosa oposición de la población. Como resultado, se impulsaron trabajos de consolidación y restauración, a cargo de la Dirección General de Edificios y Monumentos Nacionales (DGEMN), como queda a la izquierda: tres puertas, dos torres y algunos tramos antiguos del cerco, en el lado este del pueblo. Recientemente, informes han dado cuenta de que las antiguas torres del casco antiguo de Vinhais están a punto de colapsar, poniendo en riesgo a peatones y vehículos. 

## Características
Arquitectura de la época, usando materiales típicos de esos montes, muy influenciada por la proximidad al Reino de Castilla y Galicia.
No quedan muchos rastros del recinto amurallado, ni del castillo. 
Bajo el reinado del rey Dinis, el pueblo construyó una valla de planta de forma ovalada irregular, realzada por cinco o seis torres, dos de las cuales flanqueaban la puerta principal. Era un fortificación estilo gótica, la torre de homenaje formaba parte de la muralla. Según nos legó Duarte de Armas a principios del siglo XVI, destaca en su conjunto la torre del homenaje, que defiende la puerta principal. Esta puerta está rematada por una torre maciza, apoyada en su cara exterior, sobre dos pilares de forma rectangular. Una segunda puerta revela la Barbacana, último punto defensivo antes de la entrada al recinto. Frente al valle hay una puerta más pequeña flanqueada por dos torreones almenados. La muralla con un perímetro de unos 150 metros, fue reforzada por tres torreones de planta cuadrangular. Dentro del recinto se levantaron las casas y la Iglesia de Nuestra Señora de la Asunción.